# شعية ميارية
شعية ميارية (الاسم العلمي: Actinomyces meyeri) هي نوع من البكتيريا يتبع جنس الشعية الفطرية من فصيلة شعاوية.